# Mecopus nidulans
Mecopus nidulans är en ärtväxtart som beskrevs av John Johannes Joseph Bennett. Mecopus nidulans ingår i släktet Mecopus och familjen ärtväxter. Inga underarter finns listade i Catalogue of Life.